# Calycobathra
Calycobathra é um gênero de traça pertencente à família Cosmopterigidae.